# オーディナリー・ライフ (渡辺美里のアルバム)
『オーディナリー・ライフ』は、2015年4月1日にリリースされた渡辺美里の19枚目のオリジナル・アルバム。

## 解説
オリジナル・アルバムは2011年にリリースされた『Serendipity』以来、約4年ぶりの渡辺のデビュー30周年を記念したメモリアル・アルバム。
初回限定盤には、ドキュメンタリー映像が収録されたDVDが同梱されている。
シングル「夢ってどんな色してるの」カップリング曲「どこにいても」は未収録である。

## 収録曲
編曲：佐橋佳幸（特記以外）

### CD
1. 鼓動
  - 作詞・作曲：YO-KING
2. 夢ってどんな色してるの
  - 作詞：河邉徹、作曲：杉本雄治、編曲：WEAVER・佐橋佳幸
3. 今夜がチャンス
  - 作詞・作曲：森山達也（THE MODS）
4. 涙を信じない女
  - 作詞・作曲：山口隆 from サンボマスター、Strings Arrangement：奈良部匠平
5. 点と線
  - 作詞：森雪之丞、作曲：木根尚登、Horn Arrangement：山本拓夫
6. オーディナリー・ライフ 
  - 作詞：渡辺美里、作曲：渡辺美里・佐橋佳幸、編曲：森俊之
7. A Reason
  - 作詞・作曲：大江千里
8. Glory
  - 作詞・作曲：Caravan
9. 真っ赤な月
  - 作詞：片寄明人、作曲：伊秩弘将、編曲：有賀啓雄
10. 青空ハピネス
  - 作詞：渡辺美里、作曲：伊秩弘将、編曲：清水信之
  - 1st Album『eyes』収録「18才のライブ」がサンプリングされている。
11. Hello Again
  - 作詞・作曲：Caravan
12. ここから
  - 作詞・作曲：大江千里、編曲：本間昭光

### DVD
1. Recording Documentary「或る日のオーディナリー・ライフ」
  - 夢ってどんな色してるの
  - 今夜がチャンス
  - オーディナリー・ライフ

## クレジット

### 参加ミュージシャン
| 鼓動 - A.Guitar：佐橋佳幸 - Accordion：Dr.kyOn 夢ってどんな色してるの - A.Piano & BGV：杉本雄治(WEAVER) - E.Bass：奥野翔太(WEAVER) - Drums & Tambourine：河邉徹(WEAVER) - Hammond B-3 & Wurlitzer：Dr.kyOn - E.Guitars & Guitars：佐橋佳幸 今夜がチャンス - Drums & Tambourine：古田たかし - E.Bass：井上富雄 - Wurlitzer：斎藤有太 - E.Guitar(R)：佐橋佳幸 - E.Guitar(L)：土屋昌巳 - BGV & Hand Claps：C・U・T・S + MISATO - Trumpet：NARGO(東京スカパラダイスオーケストラ) - Trombone：北原雅彦(東京スカパラダイスオーケストラ) - T.Sax：GAMO(東京スカパラダイスオーケストラ) - B.Sax：谷中敦(東京スカパラダイスオーケストラ) 涙を信じない女 - Drums：古田たかし - E.Bass：井上富雄 - Hammond B-3 & Synthesizers：斎藤有太 - E.Guitar, A.Guitar & E.Sitar：佐橋佳幸 - Strings：金原千恵子ストリングス 点と線 - Drums：高橋幸宏 - E.Bass：小原礼 - Percussion：大森はじめ(東京スカパラダイスオーケストラ) - A.Piano, Rhodes & Hammond B-3：Dr.kyOn - E.Guitars：佐橋佳幸 - Trombone：村田陽一 - Trumpet：西村浩二 - A.Sax：竹野昌邦 - T&B.Sax：山本拓夫 - Programming：石川鉄男 - Vocoder：MISATO & SAHASHI オーディナリー・ライフ - Drums & Tambourine：玉田豊夢 - E.Bass：山口寛雄 - A.Piano, Hammond B-3 & Programming：森俊之 - E.Guitars：佐橋佳幸 - Trumpet：西村浩二 - Trumpet：菅坂雅彦 - A.Sax：山本拓夫 - Trombone：村田陽一 - BGV：ゴスペラーズ | A Reason - Drums：村上"ポンタ"秀一 - E.Bass：後藤次利 - Rhodes：斎藤有太 - E.Guitar & E.Sitar：佐橋佳幸 - Programming：石川鉄男 - BGV：MISATO & SAHASHI - Strings：金原千恵子ストリングス Glory - Drums：屋敷豪太 - E.Bass : 有賀啓雄 - Hammond B-3：Dr.kyOn - A.Piano & Wurlitzer：斎藤有太 - A.Guitars, E.Guitar & Programming：佐橋佳幸 - E.Guitars & Lap Steel：鈴木賢司(ケンジジャマー) - BGV：MISATO & Caravan 真っ赤な月 - Drums：屋敷豪太 - E.Bass：有賀啓雄 - A.Guitars：佐橋佳幸 - Strings：金原千恵子ストリングス 青空ハピネス - Programming & All Other Instruments：清水信之 - E.Guitars：佐橋佳幸 - BGV：MISATO - Drums Fill：青山純(「18才のライブ」より) Hello Again - E.Guitars & A.Guitars：佐橋佳幸 - Programming：石川鉄男 - Cello：溝口肇 - BGV：MISATO ここから - Programming & All Other Instruments & BGV：本間昭光 - A.Guitars, E.Guitar,Bouzouki & BGV：佐橋佳幸 - BGV：MISATO - Drums：松永俊弥 - Bass：安達貴史 - Strings：弦一徹ストリングス |

### スタッフ
- Produced：渡辺美里, 佐橋佳幸
- Recorded, Mixed：飯尾芳史
- Assisted：池田覚,川越誠也, 柏倉吉紀, 佐橋友健, 込山拓哉, 宮崎慎也, 小島聖平
- Mastered：阿部充泰
- Directed：鈴木陽介
- A&R：井上真哉
- A&R Chief：山口育孝
- Art Direction,Desgin：石川絢士
- Photography：大川直人
- Executive Producer：青木聡, 岡田宣